# ArtReview
ArtReview ist ein internationales Magazin für zeitgenössische Kunst mit Sitz in London, das 1948 gegründet wurde. Seine Schwesterpublikation, ArtReview Asia, wurde 2013 gegründet.

## Geschichte
Arts News and Review wurde im Februar 1949 von Richard Gainsborough, einem pensionierten Landarzt, als vierzehntäglich erscheinende Zeitung gegründet. Die erste Ausgabe wurde von seiner Frau, der Künstlerin Eileen Mayo, gestaltet. Arts News and Review hatte sich zum Ziel gesetzt, die zeitgenössische Kunst in Großbritannien zu fördern und seine Leser mit Kommentaren, Nachrichten und Rezensionen zu versorgen. Von Anfang an lag der Schwerpunkt auf dem Künstler – das regelmäßig erscheinende Titelblatt "Porträt des Künstlers" machte seine Leserschaft mit aufstrebenden Künstlern bekannt und knüpfte an die alten Meister der Moderne aus der Vorkriegszeit an. Zu den Künstlern auf dem Cover gehörten Édouard Manet, Henry Moore, Barbara Hepworth und Lucian Freud. Wie der Leitartikel 1954 erklärte, war es das Ziel von Art News and Review, "die Kritik an der zeitgenössischen Kunst anzuregen, sowohl Malern als auch Schriftstellern Raum zu geben, den sie anderswo nicht finden würden, und sich zu bemühen, ein ausgewogenes und umfassendes Bild der lebenden Kunst des zwanzigsten Jahrhunderts in Großbritannien zu vermitteln. Jahrhunderts zu vermitteln. Kritiker wie David Sylvester und John Berger haben sich in den 1950er Jahren auf den Seiten des Magazins die Zähne ausgebissen, als es über den wachsenden Trend der abstrakten Kunst und die lebhaften Debatten berichtete, die durch die Ankunft des amerikanischen Abstrakten Expressionismus ausgelöst wurden, während Lawrence Alloway und Reyner Banham eine neue Einstellung zur Kunst feierten, die Wissenschaft, Industrie und Massenkultur mit einbezog und die Begriffe dessen ausarbeitete, was als "Pop"-Kunst bekannt wurde. Im Jahr 1954 schrieb Henri Matisse für die Zeitschrift.
Die Zeitschrift, die sich im März 1961 in Arts Review umbenannte, zeichnete das Aufkommen der Pop Art und den schärferen Blick der Skulptur der „Neuen Generation“ und der Hard-Edge-Malerei auf, während junge Kritiker wie Brian Sewell die Vorzüge der ungegenständlichen Kunst gegen den sozialistischen Realismus abwägten und Jasia Reichardt, die stellvertretende Herausgeberin des Titels, die wachsende Verflechtung der Kunst mit der Technologie betrachtete. Ende der 1960er Jahre dachte Arts Review über die „beispiellose Fragmentierung“ in der Kunst nach und bemerkte, dass die Kunst „immer noch die Kraft finden muss, Gemeinschaften zusammenzuführen und zu heilen“.  Sozial eingestellte junge Kritiker wie Richard Cork, Peter Fuller und Janet Daley brachten ihre Stimmen zu den Komplexitäten der Konzeptkunst in den von der Rezession geplagten 1970er Jahren ein, einer Zeit, die von einer konservativen Gegenreaktion gegen die zeitgenössische Kunst geprägt war. Arts Review überstand die wirtschaftlichen Turbulenzen eines sich wandelnden Kunstmarktes bis in die 1980er Jahre und erweiterte seine Aufmerksamkeit auf die wieder auflebenden Märkte und Kulturen des Kunsthandwerks und des Designs, während es gleichzeitig die Hinwendung zur neuen figurativen Malerei und Skulptur verfolgte, die die Kunst in Großbritannien während des Thatcher-Jahrzehnts prägte.
1993 wurde die Arts Review als Monatszeitschrift Art Review neu aufgelegt. Es spürte eine neue, jugendlichere und respektlosere Stimmung, die sich in der zeitgenössischen Kunst abzeichnete, und brachte Gilbert & George auf die Titelseite. Außerdem lenkte es die Aufmerksamkeit einer wachsenden Leserschaft auf die Arbeit der „Young British Artists“ und damit auf die sich internationalisierende Kunstwelt der 2000er Jahre.
Bis 2006 hatte sich ArtReview noch einmal neu erfunden, um sich mit dem künstlerischen Produkt einer Kunstwelt auseinanderzusetzen, die nun nicht nur in Großbritannien, Europa und den USA, sondern auch in Asien, Lateinamerika und Afrika floriert. Zu den Künstlern, die auf dem Cover abgebildet wurden, gehören Yayoi Kusama, Subodh Gupta, Liam Gillick, Ai Weiwei, Thomas Hirschhorn, Keren Cytter, Steve McQueen, Yael Batana, Phyllida Barlow, Dóra Maurer, Tacita Dean, Danh Vō, Sarah Lucas, Fernanda Gomes, Ragnar Kjartansson, Geta Brătescu. Im Jahr 2012 veröffentlichte ArtReview eine Sonderbeilage zur brasilianischen Kunstgeschichte und hat seitdem seine Berichterstattung über die Kunstszene des Landes erweitert. Im Jahr 2018 produzierte es eine Ausgabe, die sich mit dem Erbe der Situationisten befasste.
Im Juni 2019 gab das Magazin bekannt, dass Modern Media Holdings eine Mehrheitsbeteiligung an seinem Herausgeber ArtReview Ltd. erworben hat[8].

## Namhafte Autoren
Lawrence Alloway,
J. G. Ballard,
Reyner Banham,
Cecil Beaton,
Wendy Beckett,
John Berger (Schriftsteller),
Nicolas Bourriaud,
Michael Bracewell,
Anita Brookner,
Jan Carew,
Matthew Collings,
Maurice Collis,
John Coplans,
Richard Cork,
Janet Daley,
Marie Darrieussecq,
Geoff Dyer,
Kenneth Frampton,
Peter Fuller,
Patrick Heron,
Anthony Hill,
Stewart Home,
Siri Hustvedt,
Liam Gillick,
Frederick Joss,
David Lee,
Henri Matisse,
Eileen Mayo,
Rosie Millard,
Eric Newton,
Victor Pasmore,
Nikolaus Pevsner,
Heather Phillipson,
Herbert Read,
Bryan Robertson,
Jasia Reichardt,
Brian Sewell,
David Sylvester,
Marina Vaizey,
Christian Viveros-Fauné,
und Max Wykes-Joyce.

## Power 100
Seit 2002 veröffentlicht ArtReview seine jährliche Power-100-Liste, einen Leitfaden für die 100 einflussreichsten Persönlichkeiten der zeitgenössischen Kunst. Die Liste wird von einem anonymen internationalen Komitee aus Fachleuten der Kunstwelt zusammengestellt. Das Magazin behauptet, dass die Liste nach der Fähigkeit einer Person beurteilt wird, die Art von Kunst, die heute produziert wird, zu beeinflussen, eine Rolle bei der Gestaltung der öffentlichen Sichtweise von Kunst zu spielen, sie müssen in den letzten 12 Monaten vor der Veröffentlichung der Liste aktiv gewesen sein und müssen einen internationalen und nicht ausschließlich nationalen Einfluss haben.
Im Oktober 2011 wurde das Magazin von der chinesischen Regierung kritisiert, weil es Ai Weiwei auf Platz 1 der diesjährigen Power 100 gesetzt hatte. Der Sprecher des chinesischen Außenministeriums, Liu Weimin, antwortete: „China hat viele Künstler, die über ausreichende Fähigkeiten verfügen. Wir sind der Meinung, dass eine Auswahl, die rein auf einer politischen Voreingenommenheit und Perspektive basiert, gegen die Ziele des Magazins verstoßen hat.“

## ArtReview Asia
ArtReview Asia wurde 2013 als vierteljährliches Magazin ins Leben gerufen. Zu den Künstlern, die auf dem Cover abgebildet sind, gehören Lee Kit, Carsten Nicolai, Lee Bul, Ming Wong, Eko Nugroho, Cao Fei und Nalini Malani. Zu den Autoren gehören der Literaturtheoretiker Sung Ge, der Künstler Heman Chong, die Romanautorin Prabda Yoon und der Schriftsteller Charu Nivedita, der eine regelmäßige Kolumne schreibt.
In den Jahren 2016 und 2017 arbeitete ArtReview Asia mit der Shanghaier Kunstmesse West Bund Art & Design zusammen, um „Xiàn Chǎng“ zu kuratieren, eine Reihe von Solo-Künstlerprojekten sowohl innerhalb der Messe als auch in der näheren Umgebung.